# 九龍で会いましょう
『九龍で会いましょう』（カオルーンであいましょう）は、柴門ふみによる日本の漫画作品。青年漫画誌『ビッグコミックスピリッツ』（小学館）にて連載された。2002年4月から6月にかけてテレビ朝日系「金曜ナイトドラマ」枠にてTVドラマが放映された（制作はアズバーズ）。

## 書誌情報
- 柴門ふみ『九龍で会いましょう』小学館〈ビッグコミックス〉、全2巻
  1. 上　2000年4月発売、ISBN 4-09-185631-4
  2. 下　2000年4月発売、ISBN 4-09-185632-2
- 柴門ふみ『九龍で会いましょう』小学館〈ビッグコミックススペシャル〉、全2巻
  1. 上　2002年4月発売、ISBN 4-09-181887-0
  2. 下　2002年4月発売、ISBN 4-09-181888-9
- 柴門ふみ『九龍で会いましょう』小学館〈My First Casual〉（廉価版コミックス）、全2巻
  1. 上 借りものの恋　2003年10月発売、ISBN 978-4091610669
  2. 下 真実の愛　2003年11月発売、ISBN 978-4091610690

## テレビドラマ

### 出演
- 冴草薫：石田ゆり子
- 上三條秀太郎：河村隆一（LUNA SEA）
- 赤沢公介：伊原剛志
- ジャスミン松嶋：長谷川京子
- 東郷大：東幹久
- 冴草彩：吉野きみ佳
- 山崎ケン：桐谷健太
- リサ：鷹城佳世
- 柴田いずみ：周防玲子
- 浅井くみ：古川理科
- 吉沢えり:佐久間由枝
- 渡貞夫：檜山豊(ホーム・チーム)
- 赤沢マリ：佐藤未来

### スタッフ
- 原作：柴門ふみ（小学館『ビッグスピリッツコミックス』刊）
- 脚本：野依美幸
- 音楽：大島ミチル
- 技術プロデューサー:大森清二（ジャパンヴィステック）
- 技術監督/撮影：内山久光（バル・エンタープライズ）
- VE：足助学（バル・エンタープライズ）
- 照明：中嶋義晴（バル・エンタープライズ）
- デザイン:村竹良二（テレビ朝日）
- 美術：根古屋史彦（テレビ朝日クリエイト）
- ロケコーディネーター：辻村哲郎
- 原案協力：苅谷昌利、大西豊、今井康裕（小学館「週刊ビッグコミックスピリッツ」編集部）
- 撮影協力：香港政府観光局
- プロデューサー：佐々木基（テレビ朝日）・指田貴行、神山明子（アズバーズ）
- 演出：六車俊治（テレビ朝日）・徳市敏之、本橋圭太（アズバーズ）
- 製作：テレビ朝日・アズバーズ

### テーマソング
- 主題歌：『Sugar Lady』歌：河村隆一（ガイレコーズ）
- 挿入歌：『maple』歌：工藤静香（エクスタシー・ジャパン）

### サブタイトル
- first love - 二股
- second love - 発覚
- third love - キス
- fourth love - 別れ
- fifth love - 嫉妬
- sixth love - 過去
- seventh love - 略奪
- eighth love - 妻の逆襲
- ninth love - 薫の窮地
- tenth love - 運命の修羅場
- eleventh love - 衝撃の結末
- final love - 恋の結末